# Mehdi Jafari Gorzini
Mehdi Jafari Gorzini (* 1959 in Sāri) ist ein deutscher Politiker und Publizist mit iranischen Wurzeln.

## Vita
In seiner Heimat rebellierte er gegen den Schah Mohammad Reza Pahlavi und trat für Demokratie und soziale Gerechtigkeit ein. Die Islamische Revolution, die mit Konstituierung des Mullah-Regimes endete, enttäuschte ihn sehr.

„Wenn ich geblieben wäre, hätte ich nicht überlebt.“

 1980 floh er nach Deutschland und studierte an der Johannes Gutenberg-Universität Mainz Politik, Pädagogik und Psychologie. Er gründete ein AStA-Ausländerreferat, war Sprecher von 13 iranischen Organisationen an der Mainzer Universität und Gründungsmitglied des Mainzer Flüchtlingsrates. In seiner Studienzeit wohnte er im Inter 1 und erlebte am 24. April 1982 den Überfall der Pasdaran als Opfer mit. Nach Abschluss seines Studiums 1992 wurde er Mitglied des Bündnis 90/Die Grünen. Seit Mai 1993 war er Sprecher der Bundesarbeitsgemeinschaft ImmigrantInnen und Flüchtlinge (deren Ehrenpräsident er mittlerweile ist) und seit Ende 1994 war er erster Landesvorstandsvorsitzender von Bündnis 90/Die Grünen aus dem Iran. Zu der Zeit setzte er sich noch klar gegen die SPD ab: Die SPD sei die 

„Partei des Islam: Die Basis is lahm, die Fraktion is lahm, und der Parteivorsitzende is lahm.“

1997 wechselte er zur SPD und arbeitete für das Integrationsministerium in Rheinland-Pfalz. Im Jahr 2000 kehrte er im Rahmen der Konferenz „Iran nach den Wahlen“, die in Berlin im April 2000 mit iranischen Teilnehmern unter der Schirmherrschaft der Heinrich-Böll-Stiftung veranstaltet wurde, noch einmal kurz in sein Heimatland zurück. Seitdem hat er es nicht mehr gesehen, zu groß sei die Angst, festgenommen zu werden. Seit 2011 ist er Vorsitzender des Migrationsausschusses bei der Vereinte Dienstleistungsgewerkschaft und seit 2014 ist er in die parteiinterne Landesarbeitsgemeinschaft Migration und Vielfalt gewählt worden. Mehdi Jafari Gorzini hat mittlerweile die deutsche Staatsbürgerschaft erworben und ist Familienvater von zwei Söhnen und zwei Töchtern.